# Колдърдейл (община)
Община Колдърдейл (на английски: Borough of Calderdale) е една от петте административни единици в област (графство) Западен Йоркшър, регион Йоркшър и Хъмбър. Населението на общината към 2001 година е 200 100 жители разпределени в множество селища на площ от 363,90 квадратни километра. Главен град на общината е Халифакс.

## География
Община Кърклийс е разположена в западната част на графството.
Градове на територията на общината:
| град           | на английски   | население |
| -------------- | -------------- | --------- |
| Халифакс       | Halifax        | 82 056    |
| Бригаус        | Brighouse      | 32 360    |
| Елънд          | Elland         | 14 554    |
| Соуърбай Бридж | Sowerby Bridge | 9948      |
| Хебдън Бридж   | Hebden Bridge  | 4500      |
| Тодмордън      | Todmorden      | 14 941    |

## Демография
Разпределение на жителите по религиозна принадлежност според преброяването от 2001 година:
- 1. Християни 133 962 (69,6%)
- 2. Без религия 31 562 (16,4%)
- 3. Мюсюлмани 10 198 (5,3%)
- 4. Други религии 443 (0,2%)
- 5. Хиндуисти 378 (0,2%)
- 6. Будисти 350 (0,2%)
- 7. Сикхи 222 (0,1%)
- 8. Евреи 147 (0,1%)
- Запазена в тайна религия 15 143 (7,9%)